# CIV (gruppo musicale)
I CIV sono stati un gruppo musicale hardcore punk statunitense attivo dal 1994 al 2000.

## Storia del gruppo
Il gruppo è originario di New York e prende il nome dal suo vocalist Anthony Civarelli. Alcuni musicisti della band (Civarelli e Smilios) erano già componenti di un altro gruppo chiamato Gorilla Biscuits, con Sammy Siegler che suonava anche nei Youth of Today e nei Judge.
Il gruppo ha esordito nell'ottobre 1995 con l'album Set Your Goals, prodotto da Don Fury e Walter Schreifels.
Nell'aprile 1998 è uscito il secondo album in studio, a cui hanno partecipato i produttori Michael Barbiero, John Goodmanson e Steve Thompson.
Il gruppo si è sciolto nel 2000. 
Nel 2008, nel 2011 e nel 2012 vi sono stati dei concerti-reunion del gruppo.

## Formazione
- Anthony "CIV" Civarelli - voce
- Charlie Garriga - chitarra, cori
- Arthur Smilios - basso, cori
- Sammy Siegler - batteria

## Discografia
Album studio
- 1995 - Set Your Goals
- 1998 - Thirteen Day Getaway

Raccolte
- 2009 - Solid Bond: The Complete Discography

## Curiosità
La band californiana Set Your Goals ha preso il nome dal primo album dei CIV.